# Jorge Daniel Núñez
Jorge Daniel Núñez Espínola (Ñemby, Departamento Central, Paraguay; 22 de septiembre de 1984) es un futbolista paraguayo. Juega de mediocampista ofensivo. Tuvo un último paso en el Club Atlético Huracán Las Heras.

## Clubes
| Club                                  | País      | Año         |
| ------------------------------------- | --------- | ----------- |
| Sport Colombia                        | Paraguay  | 2002        |
| Sportivo Luqueño                      | Paraguay  | 2004 - 2007 |
| Vélez Sársfield                       | Argentina | 2007        |
| Guaraní                               | Paraguay  | 2008        |
| Nacional                              | Paraguay  | 2008 - 2009 |
| Cerro Porteño                         | Paraguay  | 2009 - 2011 |
| Once Caldas                           | Colombia  | 2011 - 2012 |
| Olimpia                               | Paraguay  | 2012        |
| Once Caldas                           | Colombia  | 2013        |
| La Equidad                            | Colombia  | 2014        |
| Club Fernando de la Mora              | Paraguay  | 2015        |
| Club Rubio Ñu                         | Paraguay  | 2015        |
| Selección de Ñemby (Fútbol de Salón)) | Paraguay  | 2016 - 2017 |
| Huracán Las Heras                     | Argentina | 2018        |

## Palmarés
| Título          | Club             | País     | Año  |
| --------------- | ---------------- | -------- | ---- |
| Torneo Apertura | Sportivo Luqueño | Paraguay | 2007 |